# Jan Trepnau
Jan (Johannes) Trepnau (ur. 18 czerwca 1835 w Bobowie, zm. 16 czerwca 1906 w Pelplinie) — biskup rzymskokatolicki. 

## Życiorys
Syn Piotra Trepnau i Heleny Kuchtowskiej, brat Anny Błędzkiej z domu Trepnau, Franciszki, Piotra, Elżbiety, Franciszka, Józefa i Marianny.  Pochowany w Nowej Cerkwi.
Konsekrowany przez Biskupa  Augusta Rosentretera, Arcybiskupa  Edwarda Likowskiego i Biskupa  Edwarda Hermana.. 
Od 1905 Tytularny Biskup Flawiadeński (Titular Bishop of Flavias) i biskup pomocniczy chełmiński (Sufragan Chełmiński); dziekan Kapituły chełmińskiej.